# Награда Михаило Ђорђевић
Награда Михаило Ђорђевић је додељивана за најбољи превод књижевне прозе са енглеског језика.
Награду у част Михаила Ђорђевића, једног од оснивача Удружења књижевних преводилаца Србије, установио је 2005. Фонд Михаило Ђорђевић.
Награда је бијенална и уручује се на свечаности у априлу месецу. Састоји се од повеље и новчаног износа који уручује оснивач Срђан Карановић, унук Михаила Ђорђевића.
Додељена је четири пута, али није званично укинута.

## Добитници
| Година | Добитник        | Дело                               | Реф.                    |
| ------ | --------------- | ---------------------------------- | ----------------------- |
| 2007.  | Аријана Божовић | Ијан Макјуан, Субота               | [ 1 ] [ 2 ] [ 3 ] [ 4 ] |
| 2009.  | Зоран Пауновић  | Дон ДеЛило, Подземље               | [ 1 ] [ 2 ] [ 3 ] [ 4 ] |
| 2011.  | Славица Милетић | Џон Берџер, Три живота Луси Каброл | [ 1 ] [ 2 ] [ 3 ] [ 4 ] |
| 2013.  | Флавио Ригонат  | Рејмонд Карвер, Одакле зовем       | [ 1 ] [ 2 ] [ 3 ] [ 4 ] |